# Lee Kyung-keun
Lee Kyung-keun (7 de novembro de 1962) é um judoca sul-coreano aposentado.
Foi campeão olímpico em 1988 na categoria de 65 kg e finalista do Campeonato do Mundo de 1985. Foi campeão asiático em 1986, em Seul.